# Maison au 14, Grand-Rue à Turckheim
La maison au 14, Grand-Rue est un monument historique situé à Turckheim, dans le département français du Haut-Rhin.

## Situation et accès
Ce bâtiment est situé au 14, Grand-Rue à Turckheim.

## Historique
L'édifice fait l'objet d'une inscription au titre des monuments historiques depuis 1930.